# Retaule de la Mare de Déu de Canapost
El Retaule de la Mare de Déu de Canapost, també conegut com a Retaule de la Verge de la Llet, és un retaule de fusta pintada que prové d'una petita església romànica situada a Sant Esteve de Canapost, a l'Empordà. La taula està ubicada avui al Saló del Tron del Museu d'Art de Girona juntament amb altres obres emblemàtiques de la pintura gòtica local del segle xv.
Aquest retaule de gran valor per la seva exclusivitat és un dels màxims exponents i exemple inequívoc de la qualitat artística dels pintors de l'escola gironina de l'època. Situada en el marc de les darreries del gòtic català, i del moviment conegut com a gòtic hispano-flamenc, demostra com al llarg del quatre-cents, les terres del nord de Catalunya van ser l'escenari de l'activitat dels millors representants de pintura religiosa del moment.
Fruit d'una situació política i social específica d'aquesta zona geogràfica, les obres realitzades en aquest context, entre elles aquesta, demostren una predilecció especial de la població i els comitents per aquells pintors autòctons que constituïren l'avantguarda artística de l'època. I no sols això, aquesta actitud oberta es va posar de manifest al final de l'edat mitjana amb la promoció d'un innovador pintor, encara avui anònim, d'origen ultra pirinenc conegut com el Mestre de Canapost.

## Descripció
El conjunt pictòric té unes dimensions reduïdes amb un cos compartimentat en tres taules (constituïdes per dues posts cada una) i una predel·la. No presenta un guardapols ni ornamentacions arquitectòniques annexes.
En el carrer central es troben les composicions dedicades a la Verge de la Humanitat (Verge de la Llet) i a la Crucifixió que, com és habitual en els retaules gòtics catalans, ocupa l'espai de l'àtic. Als carrers laterals es representen les imatges de Sant Nicolau a l'esquerra, i la de Sant Bernat a la dreta de l'espectador; acompanyades, a la part superior, de dues escenes narratives que il·lustren episodis de les respectives llegendes hagiogràfiques.
Per acabar, la predel·la, molt deteriorada, mostra restes en la casa central, on podem identificar la part superior del rostre de Crist Crucificat i algunes de les anomenades “arma christi”, instruments i símbols que evoquen la Passió. Això ens fa pensar en la representació del tema del Crist Baró de Dolors. Les quatre cases restants es troben avui exemptes de policromia original presentant una reintegració generalitzada amb tinta neutra. En l'actualitat se'n desconeix el contingut.

## Iconografia
L'estudi detallat de la iconografia del retaule de la Verge de Canapost, o Verge de la Llet com es coneix col·loquialment, posa de relleu aspectes de la mentalitat religiosa dels comitents de l'obra, els quals demostren la voluntat de plasmar idees com la humilitat, humanitat, misericòrdia i salvació, redempció dels pecats mitjançant el Crist màrtir i la Verge amorosa.
El tema iconogràfic que es troba com a epicentre de la composició representa la Verge alletant el Fill. Molts són els exemples que podríem citar des de l'antiguitat, però és potser interessant remarcar com a partir del s. XI el tractament d'aquesta escena pateix una transformació on s'incrementa la tendresa de Maria envers el nen Jesús, dins de les perspectives devocionals de l'espiritualitat de la baixa edat mitjana. La traducció la veuríem en una interpretació molt més propera de la Mare de Déu no tan sols vers Jesús sinó com a protectora i intercessora en favor dels pecats dels homes davant el judici de Crist i com a última instància de Déu.
Citant textualment el text referit anteriorment en parlar d'aquesta escena: “Hom creia que la pietosa i benèvola Mare de Déu era la millor advocada de la humanitat perquè era capaç de despertar la compassió de Crist del Judici Final en mostrar-li el pit que l'havia nodrit”.
Paral·lelament a la recerca d'un Déu més proper és la imatge iconogràfica coneguda com el Crist Baró de Dolors (imatge central de la predel·la), una recreació figurativa dins de les imatges devocionals en el context de la pietat afectiva buscada en l'època gòtica. D'aquesta manera es creia que Crist podria mostrar les seves ferides al Pare per així demanar el perdó de la humanitat en nom de la seva Passió.
La sola visió d'aquestes dues representacions ja dona molta informació sobre la finalitat de la creació del retaule. Però analitzant també els carrers laterals és possible veure com la devoció a la Verge era molt forta en el moment de la seva contractació.
El compartiment major del carrer dret està ocupat per la imatge d'una de les figures més brillants de l'Església medieval. Sant Bernat (1095-1153), home dotat segons sembla d'una forta personalitat, va participar activament en la vida religiosa de la seva època. Fou un dels promotors principals de la segona croada gràcies als seus sermons que es distingien per la seva apassionada defensa d'una religiositat de caràcter ascètic i espiritualista. Una lluita aferrissada contra les relaxades formes de vida de les esferes religioses així com la difusió de la reforma cistercenca, que pretenia restaurar la primitiva i austera regla benedictina. Entre molts altres fets importants de la seva vida cal destacar que fou fundador i abat de l'Abadia de Claravall (1115-1153).
És important aquest petit repàs de la vida del Sant per entendre la raó per la qual en el Retaule de la Verge de Canapost, se'l representa vestit amb l'hàbit blanc dels cistercencs, però que al mateix temps exhibeixi com atributs propis el bàcul abacial i un llibre que remet al seu caràcter de doctor de l'Església.
La presència de Sant Bernat en un retaule dedicat a la Verge no és arbitrària donada la intensa devoció que sembla que el Sant va professar-li des de la seva joventut. En són prova la redacció de molts escrits, homilies, sermons lloant les virtuts de Maria. Es diu fins i tot que Sant Bernat era conegut pels fidels de la baixa edat mitjana com el “trobador” de la Verge i per les altes esferes eclesiàstiques amb la reputació de “doctor marià”.
Una mostra de tot això es troba en l'escena superior dreta relacionada amb la llegenda de sant Bernat on veiem un moment en el qual el Sant invoca l'assistència de Maria. Mentre el Sant està resant, un raig de llet comença a brollar d'una estàtua de la Verge amb el Nen. La simbologia d'aquest acte és abundant i molt rica, però, en qualsevol cas l'episodi de la lactació de Sant Bernat serveix per exemplificar i alabar un cop més la vessant maternal i misericordiosa de la Verge i per demostrar la seva condició de Mare de la Humanitat.
En darrer lloc es troba la imatge de Sant Nicolau, un altre dels sants més populars de tota l'edat mitjana a occident però especialment en l'ortodòxia cristiana oriental. Els atributs de l'alta dignitat eclesiàstica que posseïa són els que generalment s'utilitzen per representar-lo i són els que es troben també en el retaule estudiat: vestit amb la capa pluvial i la mitra mentre amb la mà dreta sosté el característic bàcul dels bisbes catòlics. A part de ser un sant d'immens poder i forta personalitat, també és conegut per la gran quantitat de miracles que se li atribueixen al llarg de la seva vida. Un exemple més es troba a l'escena anàloga a la de la lactància de Sant Bernat per l'esquerra, on es troba Sant Nicolau vestit amb els atributs episcopals i protegint una nau enmig d'una forta tempesta. En la llegenda àuria s'explica que els tripulants van arribar a port. Gràcies a aquest relat Sant Nicolau és considerat un dels principals protectors dels mariners.